# 립스틱
립스틱(lipstick) 또는 루즈(rouge)는 (문화어: 구홍) 입술에 색조와 질감을 주기 위해서 바르는 화장품의 일종으로써 안료, 기름, 왁스, 연화제 등이 원료로 사용된다. 색상을 생성하기 위해 다양한 안료가 사용되며 질감을 제공하기 위해 실리카와 같은 미네랄이 사용될 수 있다. 립스틱의 사용은 수메르와 인더스 계곡 문명과 같은 초기 문명으로 거슬러 올라가며 16세기 서구 세계에서 대중화되었다. 일부 립스틱에는 납, PFAS와 같은 독성 물질의 흔적이 포함되어 있어 건강 문제와 규제를 촉발했다.
립스틱은 종종 여성의 섹슈얼리티와 관련된 여러 여성 패션 트렌드에서 두드러졌다. 립스틱의 색상은 색상마다 다른 의미를 담고 있기 때문에 미적, 문화적 중요성을 갖는다. 빨간 립스틱은 역사적으로 관능미나 여성의 독립성과 연관되어 왔으며, 검은색 립스틱은 얼터너티브 하위문화, 특히 펑크와 고스의 남성과 여성 모두가 착용했다. 마릴린 먼로, 엘리자베스 테일러, 마돈나, 테일러 스위프트와 같은 유명인들은 패션과 주류 미디어에서 립스틱의 인기와 상징적인 이미지에 기여해 왔다.

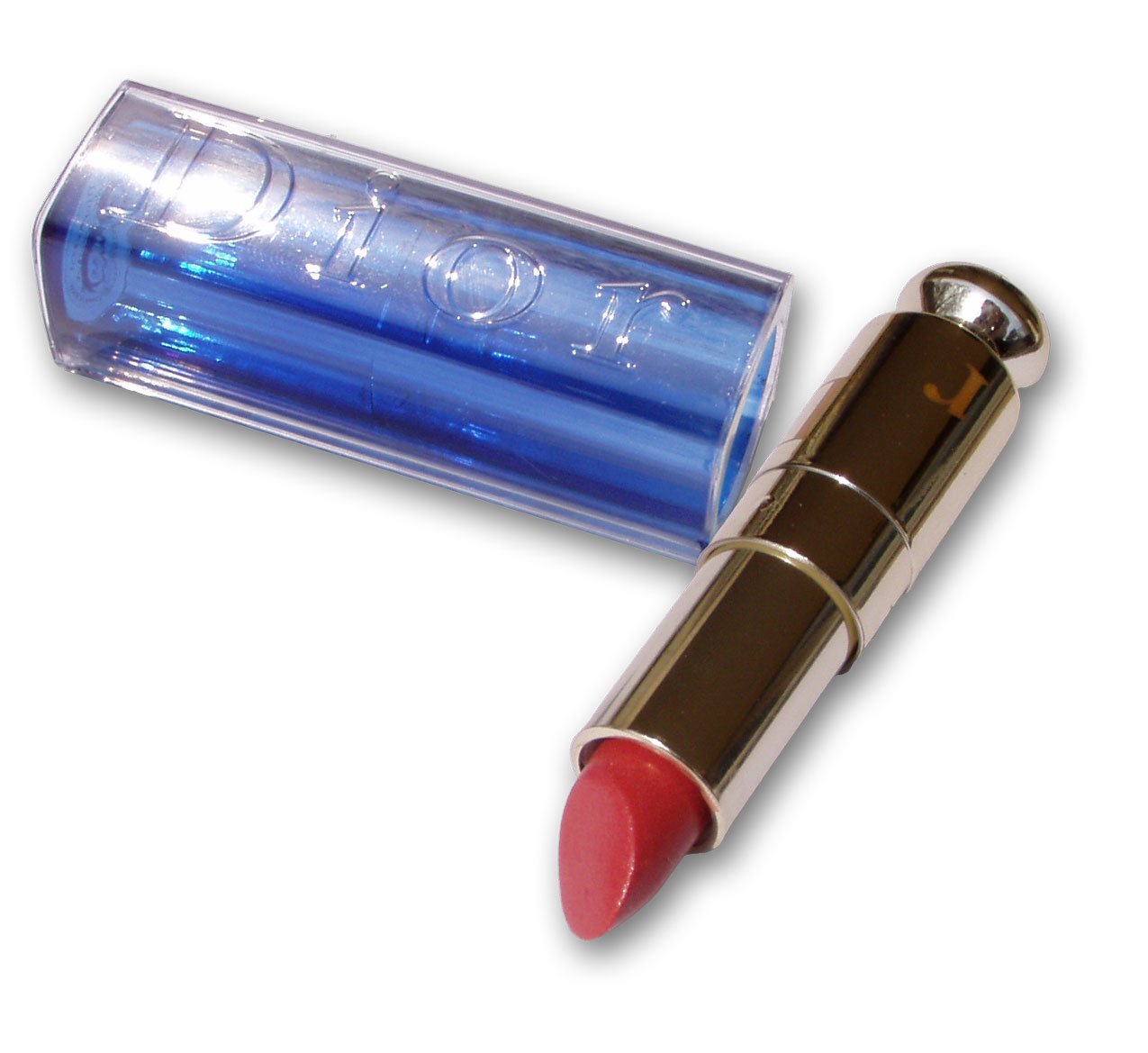
립스틱의 모습.

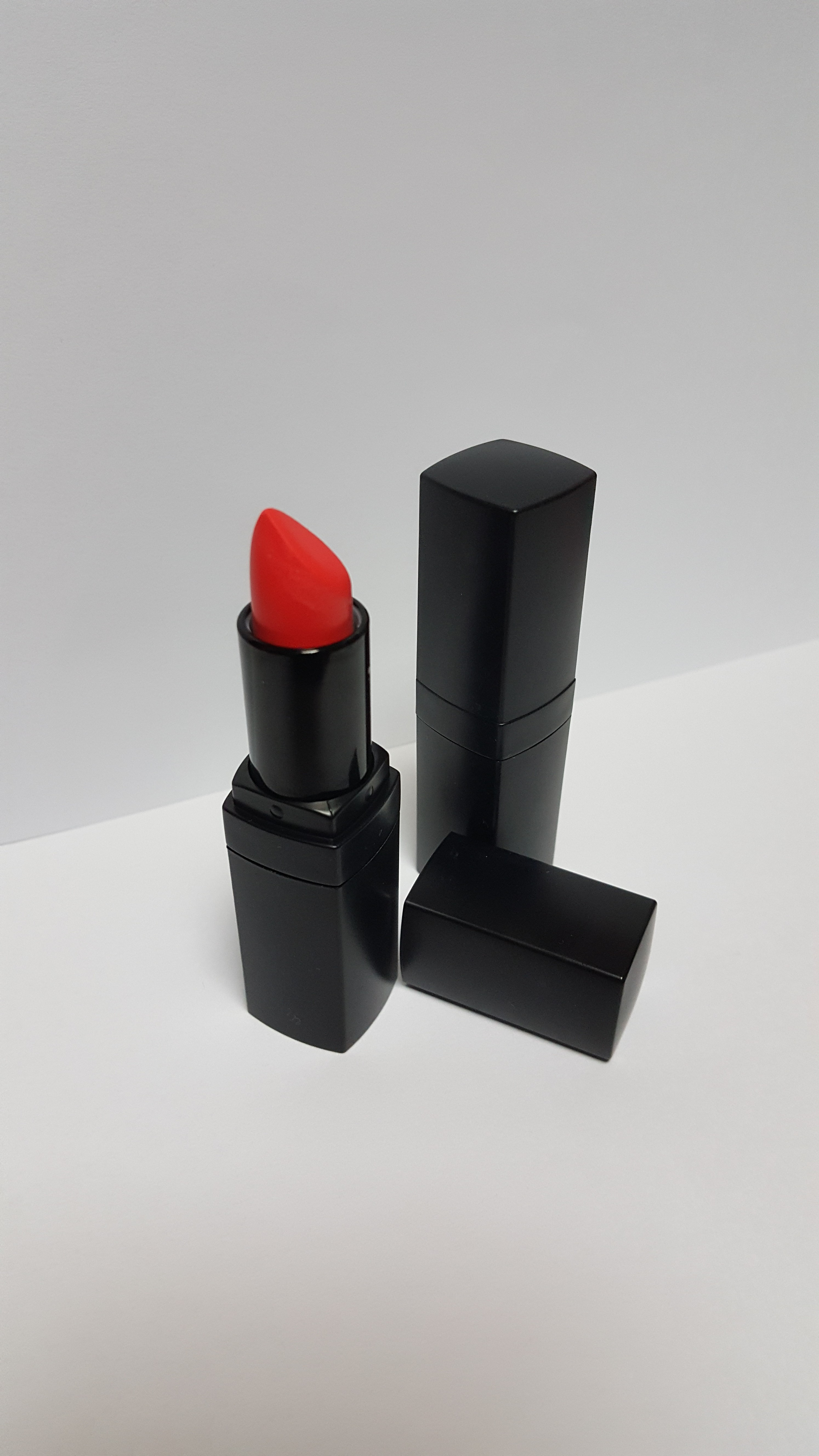
립스틱의 모습.

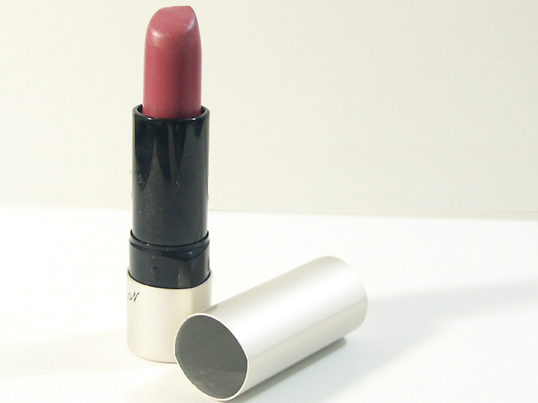
립스틱의 모습.

## 역사
기원전 30세기 경 고대 메소포타미아인들은 보석을 갈아서 입술과 눈에 화장을 한 것으로 전해지고 있다. 인더스 문명에서도 립스틱을 썼던 것으로 알려져 있다. 고대 이집트인들은 해초나 독성이 있는 아이오딘, 브로민 등에서 추출한 염료를 썼다. 클레오파트라는 딱정벌레와 개미로 만든 붉은 색 화장품을 썼다.
16세기 엘리자베스 1세가 하얀 얼굴과 붉은 입술을 한 화장을 유행시키면서 립스틱은 널리 퍼지기 시작했다. 당시에는 립스틱을 밀랍과 식물에서 추출한 붉은 색 안료로 만들었다.
미국의 소비자단체 Campaign For Safe Cosmetics가 2007년 10월에 조사한 바에 따르면, 조사한 립스틱의 60%가 추출 가능한 양의 납을 포함하고 있었다. 납의 양은 0.03ppm에서 0.65ppm까지 다양했다. 립스틱의 1/3은 미국 식품의약국에서 사탕에 포함 가능한 납의 양인 0.1ppm 제한을 넘었다.

## 유래 및 변천
BC 69~30년 클레오파트라가 입술에 부처꽃과 식물인 헤나(henna)에서 추출한 붉은 물감을 칠한 것이 여성이 입술 화장을 한 최초의 기록이다.
가내 수공으로 제조한 립스틱이 널리 사용되기 시작한 것은 6세기경 스페인 상류층에 의해서였고 1880년 프랑스의 화장품 기업인 겔랑이 세계 최초로 립스틱을 대량 생산해 큰 인기를 끌어모았다.
서양 립스틱이 최초로 국내에 선보인 것은 1910년대 초반이었다. 이름은 ‘구찌베니’였다. 나이가 지긋하신 어머니들은 립스틱을 ‘베니’라고도 부르는데 이는 일본어로 빨간색을 지칭하는 데서 유래한다.
립스틱의 다른 말인 루즈는 프랑스어의 후즈(rouge.붉은)에서 나온 말로 역시 붉은 립스틱을 일컫는 말이었다.
한국에서는 1922년 화장품 상점으로는 ‘연부액’이 신문 지면에 립스틱 광고를 한 것이 최초다.
1938년 미국 의회가 식품, 의약, 화장품의 가내 수공업자들을 규제하는 법안을 통과시켰는데 이때부터 립스틱의 대량 생산 시대가 열렸다. 당시 미국 내 5만 3000가구의 58%가 립스틱을 사용했다.
맥스팩터 사는 1940년 세계 최초로 잘 지워지지 않는 립스틱을 선보여 많은 여성들로부터 호응을 받았다. 국내에서는 1950년대 중반 태평양이 최초로 스틱형 립스틱 ABC를 생산한 것이 근대적 립스틱의 탄생이다.

## 원료와 제법
립스틱의 색소는 크게 안료(顔料)와 염료(染料)로 나뉜다. 안료는 기름에 개어서 만든 것으로, 입술에 발랐을 때 불투명하기 때문에 입술의 색과 관계없이 기호에 맞는 색으로 만들 수가 있으나 쉽게 벗겨진다. 염료는 기름 또는 물에 개어서 만든 것으로, 발랐을 때 입술 표면에 착색이 되지만 투명하기 때문에 입술 빛깔의 영향을 받아 빛깔이 변한다. 대신 잘 벗겨지지 않는다. 현재의 립스틱은 이들 안료와 염료를 단독 또는 혼합하여 각종 색소를 만들고 있다. 일반적으로 립스틱에 쓰는 염료는 카민이나 에오신인데 수용성이며 주황색을 띤다.
염료를 특수한 기술로 기름에 용해시켜 입술에 바르면, 표면의 조직과 접촉하여 쉽게 벗겨지지 않는 적색으로 변화한다. 립스틱에는 색소 외에 잘 퍼지게 하는 유동파라핀이나 에스테르류·피마자유·스콸렌, 녹는점을 높이고 고형(固形)을 유지시키는 밀랍·세레신·고형파라핀·캔델릴라왁스, 안료 분산제로서 계면활성제, 제품의 보존성을 높이는 산화방지제 및 향료 등이 배합된다.

## 과거 립스틱의 용도
입술연지 화장의 기원은 확실하지는 않으나, 아마도 고대 이집트 때 이미 크림형태의 빨간색 안료가 있었던 것으로 보인다. 입술에도 사용했으나 이집트의 화장은 눈을 채색하는 것이 위주였다. 그리스에서는 다계의 주황색이나 어두운 자색 안료로 입술을 칠했으며, 적색 안료는 바닷말·뽕나무열매·자패(紫貝)·진사 등으로 만들었다. 적색 안료는 계속해서 로마에서도 사용되었고, 중세 때에도 빨간색의 천 테이프가 등장했는데 그것은 입술보다도 뺨을 빨갛게 칠하는 화장품이었다. 립스틱 풍습이 일반화된 것은 14~16세기의 일이었으며, 르네상스기에 이탈리아를 중심으로 화장이 부활하여 가늘고 빨갛게 칠한 입술이 미녀 조건의 하나가 되었다. 당시의 빨간 안료는 진사·꼭두서니·잇꽃·코치닐 등을 원료로 하였다. 17세기에는 빨간 포마드가 입술에 쓰여 지금의 립스틱 원료가 되었다. 빨간 안료를 주로 하는 화장은 18세기말까지 입술보다는 뺨을 물들이는 것이었다.
한국에서는 1400여년 전부터 연지를 사용했음이 밝혀졌다. 신라 때에는 잇꽃의 즙이나 진사로 만들었으며, 4~5세기 무렵 고구려에서 진사로 연지를 만드는 기술은 연금술(鍊金術)의 일부였는데, 중국에서는 그것을 모방하여 가기도했다. 특히 연지의 붉은색은 잡귀가 꺼리므로 연지가 귀신을 얼씬도 못하게 한다고 해서 소녀들도 이마·입술·뺨 등에 널리 사용하였다.

## 같이 보기
- 립글로스
- 립밤
- 립틴트
- 화장품
- 입술